# Kanovaren op de Olympische Zomerspelen 2016 – K-1 500 meter vrouwen
De K-1 500 meter vrouwen op de Olympische Zomerspelen 2016 vond plaats op woensdag 17 en donderdag 18 augustus 2016. Regerend olympisch kampioene was Danuta Kozák uit Hongarije, die in Rio de Janeiro haar titel met succes verdedigde. Er werden vier series geroeid, waarbij de beste vijf kanovaarsters zich kwalificeerden voor de halve finales en de rest afviel. In de finale streden acht deelneemsters om de medailles.

## Resultaten

### Series

#### Serie 1
| rang | naam             | land             | tijd     |   |
| ---- | ---------------- | ---------------- | -------- | - |
| 1    | Lisa Carrington  | Nieuw-Zeeland    | 1:54.765 | Q |
| 2    | Emma Jørgensen   | Denemarken       | 1:55.660 | Q |
| 3    | Teresa Portela   | Portugal         | 1:56.439 | Q |
| 4    | Rachel Cawthorn  | Groot-Brittannië | 1:56.612 | Q |
| 5    | Zoja Anantsjenko | Kazachstan       | 1:58.136 | Q |
| 6    | Yusmari Mengana  | Cuba             | 2:02.162 |   |
| 7    | Afef Ben Ismail  | Tunesië          | 2:08.170 |   |

#### Serie 2
| rang | naam                    | land        | tijd     |   |
| ---- | ----------------------- | ----------- | -------- | - |
| 1    | Danuta Kozák            | Hongarije   | 1:53.427 | Q |
| 2    | Maryna Litvintsjoek     | Wit-Rusland | 1:53.966 | Q |
| 3    | Bridgitte Ellen Hartley | Zuid-Afrika | 1:55.737 | Q |
| 4    | Franziska Weber         | Duitsland   | 1:56.601 | Q |
| 5    | Lasma Liepa             | Turkije     | 1:59.581 | Q |
| 6    | Ana Paula Vergutz       | Brazilië    | 2:00.680 |   |
| 7    | Marina Toribiong        | Palau       | 2:14.807 |   |

#### Serie 3
| rang | naam                    | land             | tijd     |   |
| ---- | ----------------------- | ---------------- | -------- | - |
| 1    | Yu Zhou                 | China            | 1:53.043 | Q |
| 2    | Emilie Fournel          | Canada           | 1:53.670 | Q |
| 3    | Mariya Povkh            | Oekraïne         | 1:54.247 | Q |
| 4    | Karin Johansson         | Zweden           | 1:55.049 | Q |
| 5    | Špela Ponomarenko Janić | Slovenië         | 1:55.934 | Q |
| 6    | Maggie Hogan            | Verenigde Staten | 1:58.970 |   |
| 7    | Anne Cairns             | Samoa            | 2:01.885 |   |

#### Serie 4
| rang | naam                   | land         | tijd     |   |
| ---- | ---------------------- | ------------ | -------- | - |
| 1    | Inna Osipenko-Rodomska | Azerbeidzjan | 1:51.750 | Q |
| 2    | Ewelina Wojnarowska    | Polen        | 1:52.193 | Q |
| 3    | Jelena Anjoesjina      | Rusland      | 1:52.597 | Q |
| 4    | Martina Kohlova        | Slowakije    | 1:53.167 | Q |
| 5    | Dalma Benedek          | Servië       | 1:54.048 | Q |
| 6    | Naomi Flood            | Australië    | 1:54.150 | Q |

### Halve finales

#### Halve finale 1
| rang | naam                | land          | tijd     |   |
| ---- | ------------------- | ------------- | -------- | - |
| 1    | Maryna Litvintsjoek | Wit-Rusland   | 1:55.641 | Q |
| 2    | Lisa Carrington     | Nieuw-Zeeland | 1:56.155 | Q |
| 3    | Dalma Benedek       | Servië        | 1:57.294 | Q |
| 4    | Karin Johansson     | Zweden        | 1:59.321 | B |
| 5    | Ewelina Wojnarowska | Polen         | 1:59.458 | B |
| 6    | Mariya Povkh        | Oekraïne      | 2:00.714 |   |
| 7    | Zoja Anantsjenko    | Kazachstan    | 2:01.660 |   |

#### Halve finale 2
| rang | naam              | land       | tijd     |   |
| ---- | ----------------- | ---------- | -------- | - |
| 1    | Danuta Kozák      | Hongarije  | 1:54.241 | Q |
| 2    | Emma Jørgensen    | Denemarken | 1:55.193 | Q |
| 3    | Yu Zhou           | China      | 1:55.311 | Q |
| 4    | Jelena Anjoesjina | Rusland    | 1:57.229 | B |
| 5    | Martina Kohlova   | Slowakije  | 1:57.801 | B |
| 6    | Naomi Flood       | Australië  | 2:01.910 |   |
| 7    | Lasma Liepa       | Turkije    | 2:08.450 |   |

#### Halve finale 3
| rang | naam                    | land             | tijd     |   |
| ---- | ----------------------- | ---------------- | -------- | - |
| 1    | Franziska Weber         | Duitsland        | 1:56.515 | Q |
| 2    | Inna Osipenko-Rodomska  | Azerbeidzjan     | 1:57.627 | Q |
| 3    | Špela Ponomarenko Janić | Slovenië         | 1:58.098 | B |
| 4    | Teresa Portela          | Portugal         | 1:58.360 | B |
| 5    | Bridgitte Ellen Hartley | Zuid-Afrika      | 1:58.397 | B |
| 6    | Rachel Cawthorn         | Groot-Brittannië | 1:58.410 | B |
| 7    | Emilie Fournel          | Canada           | 1:59.638 |   |

### Finales

#### Finale B
| rang | naam                    | land             | tijd     |  |
| ---- | ----------------------- | ---------------- | -------- |  |
| 9    | Jelena Anjoesjina       | Rusland          | 1:57.202 |  |
| 10   | Špela Ponomarenko Janić | Slovenië         | 1:57.541 |  |
| 11   | Teresa Portela          | Portugal         | 1:58.058 |  |
| 12   | Ewelina Wojnarowska     | Polen            | 1:58.167 |  |
| 13   | Martina Kohlova         | Slowakije        | 1:58.211 |  |
| 14   | Karin Johansson         | Zweden           | 1:58.363 |  |
| 15   | Rachel Cawthorn         | Groot-Brittannië | 1:58.470 |  |
| 16   | Bridgitte Ellen Hartley | Zuid-Afrika      | 2:01.890 |  |

#### Finale A
| rang   | naam                   | land          | tijd     |  |
| ------ | ---------------------- | ------------- | -------- |  |
| Goud   | Danuta Kozák           | Hongarije     | 1:52.494 |  |
| Zilver | Emma Jørgensen         | Denemarken    | 1:54.326 |  |
| Brons  | Lisa Carrington        | Nieuw-Zeeland | 1:54.372 |  |
| 4      | Maryna Litvintsjoek    | Wit-Rusland   | 1:54.474 |  |
| 5      | Franziska Weber        | Duitsland     | 1:54.553 |  |
| 6      | Yu Zhou                | China         | 1:54.994 |  |
| 7      | Dalma Benedek          | Servië        | 1:55.095 |  |
| 8      | Inna Osipenko-Rodomska | Azerbeidzjan  | 1:56.573 |  |